# Maláj pávafácán
A maláj pávafácán (Polyplectron malacense) a madarak osztályának tyúkalakúak (Galliformes) rendjébe és a fácánfélék (Phasianidae) családjába tartozó faj.

## Előfordulása
Malajzia területén honos. Síkvidéki erdők lakója.

## Megjelenése
Testhossza 53 centiméter. Tollazata barna, sötétzöld foltokkal.
|  |

## Szaporodása
Fészekalja 1 tojásból áll, melyen 22-23 napig kotlik.

## Külső hivatkozás
- Videó a fajról